# Badia de la Concha
La badia de la Concha (en basc Kontxako badia) és una petita badia situada en la costa del mar Cantàbric, enfront de la ciutat de Sant Sebastià. Com indica el seu nom posseeix forma de petxina, i alberga dues platges (Ondarreta i la platja de la Concha) i una illa, l'illa Santa Klara.

## Origen geològic
La badia ocupa l'espai comprès entre les muntanyes Igeldo (oest) i Urgull (est). Segons estudis geològics, la primitiva badia abastava des de la muntanya Igueldo fins a la muntanya Ulia, que tanca la platja de la Zurriola per l'est, ja que l'actual muntanya Urgull va poder haver estat, amb tota probabilitat, una illa. D'aquesta forma, la primitiva badia, amb una línia de platja de més de 3000 metres de longitud, abastava les tres platges de la ciutat i dues illes. Posteriorment, i amb els sediments acumulats en la desembocadura del riu Urumea, es va formar un petit istme que va unir l'illa d'Urgull a terra ferma, convertint-se està en una muntanya. Així va quedar formada l'actual badia amb forma de petxina que seria consolidada amb la construcció del passeig.

## Platges

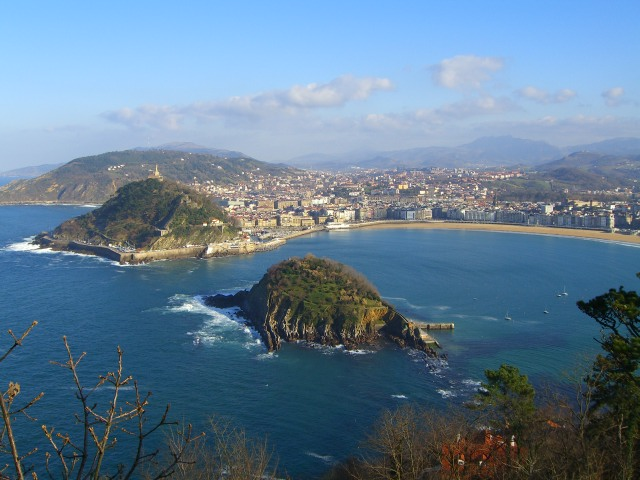
La badia de La Concha des de la muntanya Igeldo.

La línia de platja de la badia té una longitud aproximada de 2000 metres, dels quals 1400 corresponen a la platja de la Concha i els 600 restants a la platja d'Ondarreta. La distància aproximada de la platja de la Concha a l'illa Santa Klara és d'una mica més de 1000 metres. A causa de la seva configuració peculiar, les aigües de la badia solen ser manses, si bé els canvis de marea són freqüents i afecten en gran manera a l'amplària de les platges, que poden arribar a desaparèixer per unes hores.

## Passeig marítim

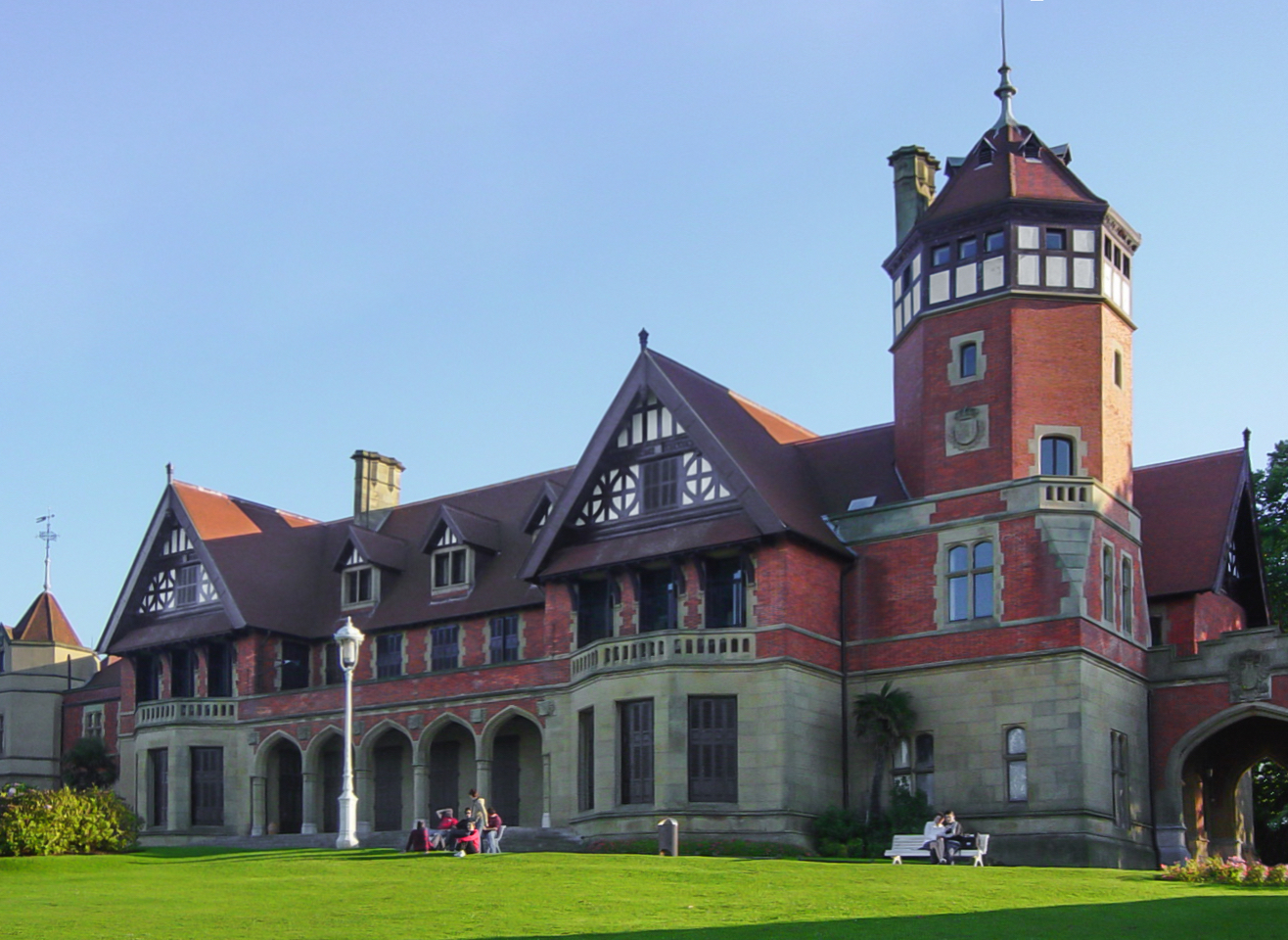
El Palau de Miramar està situat en el punt de separació entre les platges d'Ondarreta i La Concha, en ple centre del passeig que voreja la badia.

El passeig marítim que voreja la badia de la Concha està compost de diversos trams amb noms diferents. Començant per l'extrem oriental, en les faldilles de la muntanya Urgull, el passeig rep el nom de Paseo Nuevo. Després d'ell el passeig discorre pel petit port pesquer de la ciutat, i posteriorment i a l'altura de l'edifici de l'Ajuntament comença el Passeig de la Concha. Durant aquest passeig i fins al final de la badia es troba la famosa barana de la Concha, dissenyada per Juan Rafael Alday i instal·lada en la dècada de 1910. Al Passeig de la Concha es troben els elements arquitectònics i ornamentals més destacats del passeig que voreja la badia: uns característics fanals situats al començament de la rampa de baixada a la platja de la Concha, dos grans rellotges, els edificis del balneari de la Perla i la Real Casa de Baños. Avançant en sentit oest s'aconsegueix el Passeig de Mirakontxa, que finalitza en el Palau Reial de Miramar. El passeig rep entre Miramar i La Pinta del Vent el nom de Passeig d'Ondarreta, al costat del qual hi ha uns jardins. El passeig marítim a la vora de la badia finalitza, com s'ha dit, en el conjunt escultòric de la Pinta del Vent, dissenyat per l'escultor donostiarra Eduardo Chillida.

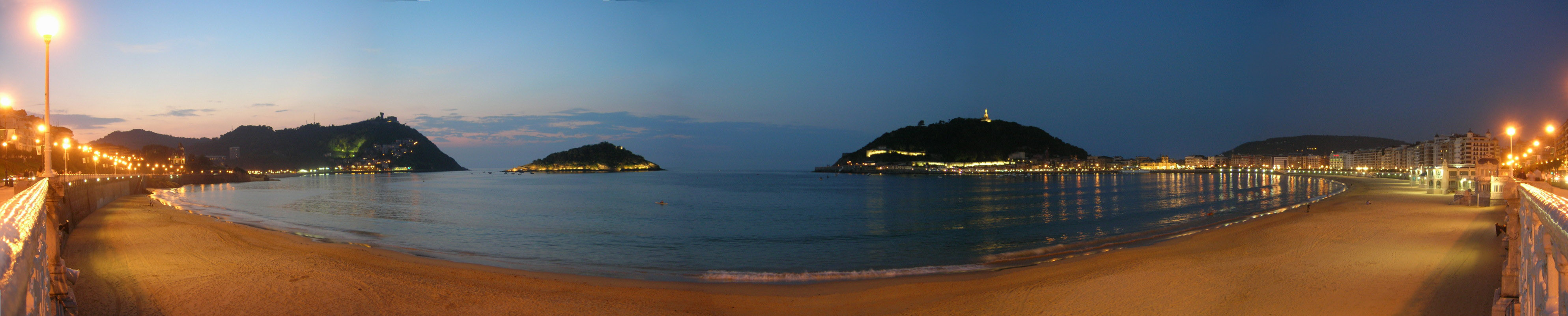
Vista nocturna de la Badia de La Concha.